# Szostaki (Przechód)
Szostaki – część wsi Przechód w Polsce, położona w województwie lubelskim, w powiecie bialskim, w gminie Sosnówka.
W latach 1975–1998 Szostaki administracyjnie należały do województwa bialskopodlaskiego.